# Tipula leo
Tipula leo är en tvåvingeart som beskrevs av Dufour 1991. Tipula leo ingår i släktet Tipula och familjen storharkrankar. Inga underarter finns listade i Catalogue of Life.